# Placówka Straży Granicznej I linii „Rutki Nowe”
Placówka Straży Granicznej I linii „Rutki Nowe” – jednostka organizacyjna Straży Granicznej pełniąca służbę ochronną na granicy polsko-niemieckiej w okresie międzywojennym.

## Geneza
Na wniosek Ministerstwa Skarbu, uchwałą z 10 marca 1920 roku, powołano do życia Straż Celną. Od połowy 1921 roku jednostki Straży Celnej rozpoczęły przejmowanie odcinków granicy od pododdziałów Batalionów Celnych. Proces tworzenia Straży Celnej trwał do końca 1922 roku. Placówka Straży Celnej „Rutki Nowe” weszła w podporządkowanie komisariatu Straży Celnej „Rutki” z Inspektoratu SC „Suwałki”.

## Formowanie i zmiany organizacyjne
Rozporządzeniem Prezydenta Rzeczypospolitej Polskiej Ignacego Mościckiego z 22 marca 1928 roku, do ochrony północnej, zachodniej i południowej granicy państwa, a w szczególności do ich ochrony celnej, powoływano z dniem 2 kwietnia 1928 roku  Straż Graniczną.
Rozkazem nr 1 z 12 marca 1928 roku w sprawach organizacji Mazowieckiego Inspektoratu Okręgowego Naczelny Inspektor Straży Celnej gen. bryg. Stefan Pasławski określił strukturę organizacyjną komisariatu SG „Rajgród”. Placówka Straży Granicznej I linii „Rutki Nowe” znalazła się w jego strukturze.
Rozkazem nr 9 z 18 października 1929 roku w sprawie reorganizacji Mazowieckiego Inspektoratu Okręgowego komendant Straży Granicznej płk Jan Jur-Gorzechowski powołał nowy komisariat Straży Granicznej „Janówka”, a placówka „Rutki Nowe” została mu podporządkowana.
Rozkazem nr 2 z 16 stycznia 1939 roku w sprawie przejęcia odcinka granicy polsko-niemieckiej od Korpusu Ochrony Pogranicza na terenie Mazowieckiego Okręgu Straży Granicznej oraz przekazania Korpusowi Ochrony Pogranicza odcinka granicy na terenie Wschodniomałopolskiego Okręgu Straży Granicznej, komendant Straży Granicznej płk Jan Gorzechowski przeniósł komisariat do Raczek. Placówka pozostała w strukturze zreorganizowanego komisariatu.

## Służba graniczna
W 1928 roku placówka „Grabówek” ochraniała odcinek granicy państwowej długości około 5,5 kilometrów. Jej prawa granica rozpoczynała się od słupa granicznego nr 197, włącznie rzeczka kamienny Bród, dalej m. Pruska Mała (wył.), do m. Adamowa Bieda. 
Lewa granica do słupa granicznego nr 189, dalej m. Rudki Stare, do m. Jeziorki (wył.). 
Po reorganizacji placówka „Rutki Nowe” ochraniała odcinek granicy państwowej długości około 7 kilometrów.
Sąsiednie placówki
- placówka Straży Granicznej I linii „Korytki” ⇔ placówka Straży Granicznej I linii „Kukowo” − 1928[6]
- placówka Straży Granicznej I linii „Korytki” ⇔ placówka Straży Granicznej I linii „Młynek” − październik 1929[7]

## Kierownicy/dowódcy placówki
| stopień    | imię i nazwisko | okres pełnienia służby | kolejne stanowisko |
| ---------- | --------------- | ---------------------- | ------------------ |
| przodownik | Józef Safian    |                        |                    |
| przodownik | Jan Zatorski    |                        |                    |
| przodownik | Julian Kozar    | był X 1936             |                    |